# عبور الهوة
عبور الهوة: تسويق وبيع منتجات التكنولوجيا العاليه للعملاء الرئيسيين، أو ببساطة عبور الهوة (1991، تم المراجعة في 1999 و 2014)، هو كتاب تسويقي من تأليف جيفري إيه مور  يركز على تفاصيل تسويق منتجات التكنولوجيا العاليه خلال فتره بدء التشغيل المبكر. كان لاستكشاف مور وتوسيعه لنموذج نشر الابتكارات تأثير كبير ودائم على رياده الاعمال عاليه التقنية. في عام 2006، وصف توم بايرز، مدير برنامج ستانفورد تكنولوجي فينتشرز، البرنامج بأنه «لا يزال الكتاب المقدس لتسويق رواد الأعمال بعد 15 عاما». ادى نجاح الكتاب إلى سلسلة من كتب المتابعة وشركه استشاريه، The Chasm Group.

## ملخص

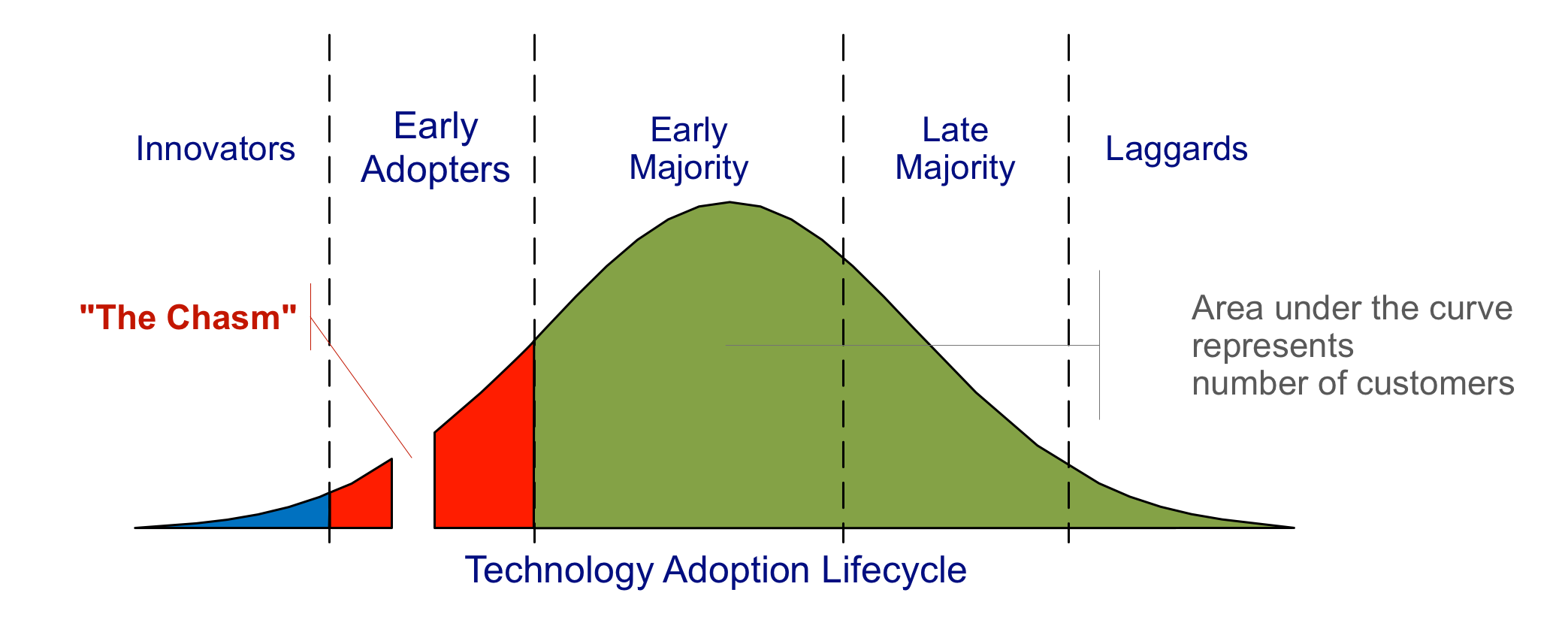
الفئات الخمسة للعملاء وفقًا لكتاب "عبور الهوة"

في عُبور الهوة ، يبدأ مور بنشر نظريه الابتكارات من إيفريت روجرز، ويقال بأن هناك فجوه بين المتبنين الاوائل للمنتج (المتحمسون للتكنولوجيا واصحاب الرؤى) والأغلبية المبكره (البراغماتيون). يعتقد مور ان اصحاب الرؤى والبراغماتيين لديهم توقعات مختلفة تمامًا، وهو يحاول استكشاف هذه الاختلافات واقتراح تقنيات لعبور «الهوة» بنجاح، بما في ذلك اختيار السوق المستهدف، وفهم مفهوم المنتج بالكامل، ووضع المنتج، وبناء استراتيجية التسويق، والاختيار قناة التوزيع والتسعير الانسب.
يرتبط عُبور الهوة ارتباطا وثيقًا بدوره حياة اعتماد التكنولوجيا حيث يتم التعرف على خمسة قطاعات رئيسية: المبتكرون، والمتبنون الأوائل، والأغلبية المبكره، والأغلبية المتأخرة، والمتخلفون. تبعاً لمور، يجب على المسوق التركيز على مجموعه واحده من العملاء في كل مره، باستخدام كل مجموعة كقاعدة للتسويق للمجموعة التالية. أصعب خطوة هي الانتقال بين الحالمين (المتبنين الأوائل) والبراغماتيين (الأغلبية المبكرة). هذه هي الهوة التي يشير إليها. إذا استطاعت شركة ناجحة من إنشاء تأثير عربة يتم فيه بناء زخم كافٍ، يصبح المنتج معيارًا فعليًا. ومع ذلك، فإن نظريات مور تنطبق فقط على الابتكارات التخريبية أو المتقطعة. لا يزال تبني الابتكارات المستمرة (التي لا تفرض تغييرا كبيرا في السلوك من قبل العميل) أحسن وصف لها في دورة حياة اعتِماد التكنولوجيا الأصليه.

## ما قبل الهوة
في ريادة الأعمال التكنولوجيه، يصِف Pre-chasm: المرحلةُ السابقه لِـ (عُبور الهوة) التي ترتكز على تفاصيل تسويق مُنتجات تكنلوجيه عالية خلال مرحلة البدء المُبكره. اقترح مُور نموذج امتداداً (قبل الهوة)، بحجه ان المرحلة ما قبل «الهوة» يتِم ترك غير مقصود، وأنهُ مدفوعا التكنولوجيا سِلعه وبِدء التشغيل العُجاف المبادئ ويحتاج حريفاً يدوياً  نهج لتحسين المُنتج جنباً إلى جنب مع التسويق لتحقيق ملاءمه المُنتج للسُوق.

## أرقام المبيعات
توقع مور والناشر في الأصل أن الكِتاب سيبيع حوالي 5000 نسخه. خلال سنة 2002، بعد عشر اعوام من النشر الأول، تم بيع أكثر من 300000 نسخه. يعزو مور هذا إلى التسويق الشفهي، حيث كان له صدى في البداية مع مديري التكنولوجيا العالية، ثم المهندسين وأصحاب رؤوس الأموال المغامرة وأخيراً جامِعات إداره الأعمال. أدى نجاح الكتاب إلى عدد من التكميلات بما في ذلك Inside the Tornado و Living on the Fault Line و The Chasm Companion . عبور الهوة متاح في عده مطبوعات، واحد هو(ردمك 0-06-051712-3) .